# 象徴説
象徴説（しょうちょうせつ）は、カトリック教理の聖変化の説およびルターの共在説に対して、改革派教会のツヴィングリが提唱した説。

## 概要
スイスのチューリッヒで福音主義運動をおこなったフルドリッヒ・ツヴィングリは、人文主義の強い影響を受け、聖餐論においても、陪餐のパンとぶどう酒はいかなる意味においてもキリストの体および血ではなく、ただの象徴であり、記号にすぎないと主張した。これに対し、マルティン・ルターの共在説（両体共存説）ではカトリック教会的な痕跡がみとめられる。聖餐をめぐる論争は、プロテスタント内部の分裂の一因となった。
一方、ジャン・カルヴァンはこれと異なる臨在説（聖餐のパンとぶどう酒自体は、パンそのもの、ぶどう酒そのものであり、何物にも変わることはないが、キリストの霊的な臨在がパンとぶどう酒に伴うものとする。霊的臨在説とも）を主張した。